# William Warham
William Warham (ca. 1450 - Hackington, 22 augustus 1532) was de laatste katholieke aartsbisschop van Canterbury.

## Biografie
Warham kwam uit een familie uit Hampshire. Hij volgde onderwijs in Winchester, Oxford en studeerde later rechten in Londen. Pas later zou hij in het geestelijke leven stappen. In 1494 verkreeg hij een belangrijke positie aan het hof van Hendrik VII van Engeland. Warham was verantwoordelijk voor het huwelijk van kroonprins Arthur Tudor en Catharina van Aragon. Namens Hendrik VII was hij in buitenland ook veel actief als diplomaat.
In 1502 werd Warham bisschop van Londen. Twee jaar later werd hij benoemd tot aartsbisschop van Canterbury en werd hij Lord Chancellor. Nadat hij tien jaar lang dat ambt had bekleed, werd die titel aan Thomas Wolsey gegeven. Warham was ook aanwezig bij het Field of the Cloth of Gold. Later stond hij Wolsey bij in een onderzoek naar het niet geldig zijn van het huwelijk van Hendrik VIII en Catharina van Aragon. Warham werd ook gevraagd om Catharina in haar strijd bij te staan, maar hij weigerde dat om niet in diskrediet te raken bij de koning. Hij stuurde zelfs nog een brief naar paus Clemens VII om de eis van de koning in te willigen, maar deze weigerde dat.
In zijn laatste jaren liet Warham wat meer ruggengraat zien en liet hij het vaker merken als hij ergens mee oneens was. Hij leidde in die tijd al een teruggetrokken bestaan en stierf uiteindelijk in 1532.  Hij ligt begraven in het noordertransept van de Kathedraal van Canterbury.

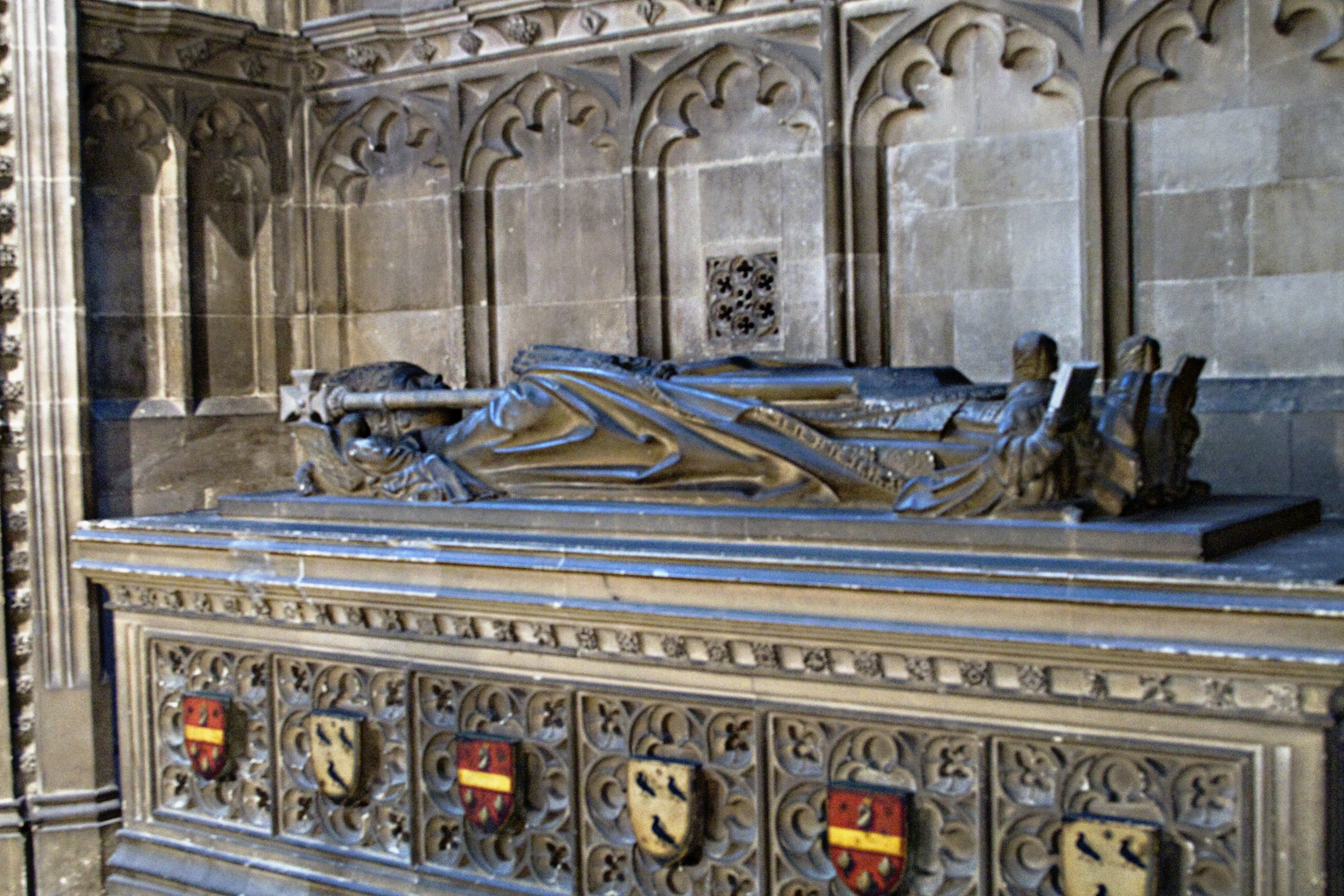
De tombe van William Warham in de Kathedraal van Canterbury